# ピアノの森の満開の下
『ピアノの森の満開の下』は、ぱじゃまソフトから2007年8月24日に発売された18禁恋愛アドベンチャーゲームである。タイトルは坂口安吾の小説『桜の森の満開の下』のオマージュ。

## ストーリー
「妹の命はあと1週間」。彼女の、不治の病を診続けて来た主治医はそう告げた。
なんとかしてあげたい一心で、街中の医者という医者を駆け回る。ふと立ち止まった、雑然とした古物屋で手に入れた謎のチケット。上乃駅――存在しないはずのホームから出発する列車。それに乗り込む2人。
着いた先、桜舞う療養所で妹の最後の一週間が始まる。
ピアノの森。歌声。舞い散る桜。彼女の花びらもまた、いま散ろうとしていた。

## 登場キャラクター
神森 柳太朗（かみもり りゅうたろう）
この物語の主人公。病弱な妹に対して過保護であるが、それが彼の誠実さ・優しさを物語っている。
妹の櫻乃を含む一家全員音楽を嗜み、もちろん柳太朗も多分に漏れない。幼い頃からピアノ演奏を習いそれで生計を立てていたが、妹の病気が重度に進行すると願掛けの為にピアノ演奏を封印してしまった。
妹の櫻乃に対しては、本当に妹にしか見えていないようだが、血は繋がっていない。
神森 櫻乃（かみもり さくの）
声：榊原ゆい
柳太朗の妹。長年病魔に侵されて居たためか、肌は白く華奢で背は小さい。髪は黒く、いわゆる"おかっぱ"頭。
柳太朗の項にもあるように音楽一家の生まれで、ピアノを嗜むがそれ以上に歌が上手い。しかしピアノの才能にも恵まれているようで、自身で作曲をこなすことができる程である。
遠慮がちで控えめな性格。柳太朗に対して並ならぬ感情を抱いているが、自分の命の終わりに気づいているのか言い出すことはできないようだ。
木花（このはな）
声：榊原ゆい
桜に囲まれた森の療養所を切り盛りする女性。看護師兼メイド。
療養所に住む黒い猫を「ご主人様」と呼んでいる。家事も医療もそつなくこなすが、雷に弱い。名字は無く、先に起こる事を知っているような言動、櫻乃の不治の病を詳しく知っていたりなど謎が多い。
正体は、櫻乃が黒猫と契約したときの「対価」として、黒猫に仕えるための存在。櫻乃が木花になると、次の柳太朗と櫻乃が診療所にやってきて、木花は二人の最後の一週間の手伝いをする。そしてやってきた櫻乃が次の「木花」となり、黒猫のメイドとなる。この「環」という循環を繰り返すことで診療所の存在が維持される。また、櫻乃の命日の一日前の「六日目」に、入れ替わりのために存在が消失する。
黒猫（くろねこ）
声：牛込亀男（メフィ・店主時）、成瀬未亜（猫時）
木花が「ご主人様」と呼ぶ黒い猫。ときどき木花の頭の上に乗っている。
名の通り黒い猫であり、行動も猫そのものだが、人語を理解しているような素振りを見せることがある。

## 世界観
療養所（サナトリウム）とその周辺
作品中に登場する療養所は医療施設というよりも大きな洋館である。施設の周辺には多くの桜が植えてあり、見事な花を咲かせる。その存在は幻である。存在しないはずのホームから出発する列車、古物商、館の主人とされる黒猫。謎は最後まで語られることはない。
桜の森
療養所周辺に咲く、桜の一区画。一面桜で覆われた見事な風景を見ることができる。
庭
療養所の庭。洋館の庭にあって、なぜかここだけ和風である。
サンルーム
一面ガラス張りであり、観葉植物と、中心にぽつんとグランドピアノが置いてある室内の庭園。

## 主題歌
オープニング「此の花咲ク頃」
作詞・作曲・歌：榊原ゆい / 編曲：幡手康隆
エンディング「ちる はな さくら」
作詞・歌：榊原ゆい / 作曲・編曲：Manack

## 関連商品

### CD
マキシシングル「此の花咲ク頃」 (HBMS-028)
2005年8月12日発売。
1. 此の花咲ク頃
2. ちる はな さくら

アルバム「ピアノの森の満開の下 オリジナルサウンドトラック」
予約特典（非売品）
| 01. 此の花咲ク頃 02. ちる はな さくら 〜永遠〜 03. 嗚呼、本日は晴天なり 04. 嗚呼、本日は晴天なり 〜アレンジバージョン〜 05. 病床からの空は遠く 06. 看護婦？メイド？お医者さん？ 07. ボケボケだけは治らない 08. 花の散る日 09. 一寸先の暗がりを 10. 闇夜を走る急行列車 | 11. 今いてくれればそれでいい 12. いつまでも一緒にいよう 13. ちる はな さくら 〜ピアノバージョン〜 14. ちる はな さくら 〜アカペラバージョン〜 15. ちる はな さくら 〜未来〜 16. ちる はな さくら 〜インストバージョン〜 17. 此の花咲ク頃 〜インストバージョン〜 18. ちる はな さくらremix 19. ちる はな さくらremix 〜インストバージョン〜 |

### カードゲーム
Lycee
シルバーブリッツのトレーディングカードゲーム。収録エキスパンションは、PRODUCTION PENCIL1.0など。